# Cashback (2006)
Cashback ist der Titel eines britischen Spielfilms aus dem Jahr 2006 von Sean Ellis. Der Film wurde bereits 2004 als Kurzfilm mit denselben Schauspielern und Crewmitgliedern inhaltlich ähnlich umgesetzt. Produzentin ist in beiden Fällen Lene Bausager, die Hauptrollen spielen jeweils Sean Biggerstaff und Emilia Fox.

## Handlung
Nach einer schmerzhaften Trennung von seiner ersten Freundin Suzy leidet Ben, ein aufstrebender Maler, unter starken Schlafstörungen. Um seine Gedanken abzulenken, beginnt er in einer Filiale von Sainsbury’s in der Nachtschicht zu arbeiten. Dort lernt er seine Kollegin Sharon kennen und verliebt sich schließlich in sie.
Ben stellt sich vor, wie er die Zeit anhalten und in dieser eingefrorenen Zeit herumlaufen kann. Dabei entkleidet er die „eingefrorenen“ Supermarkt-Kundinnen, um sie zu zeichnen. In Rückblicken erklärt Ben, dass er schon immer von der Schönheit weiblicher Körper fasziniert war.
Auf einer Geburtstagsparty trifft Ben wieder auf Suzy, die nun doch wieder eine Beziehung mit ihm eingehen möchte und ihn küsst. Ben lehnt ab, doch Sharon hat die beiden gesehen und verlässt verärgert die Feier.
Als Ben die Gelegenheit bekommt, seine Zeichnungen in einer Galerie auszustellen, erhält auch Sharon eine Einladung zur Eröffnung (am 31. November [sic!]). Sie ist beeindruckt von den vielen Porträts, die er von ihr angefertigt hat. Ben teilt mit ihr seine Fähigkeit, die Zeit anzuhalten und sie treten gemeinsam nach draußen in einen in der Zeit eingefrorenen Schneefall.

## Trivia
Beim Fußballspiel gegen die Mannschaft eines anderen Sainsbury’s Supermarktes zitiert Marktleiter Jenkins Russell Crowe aus dem Film Gladiator. Er vergleicht sich selbst mit der Filmfigur, die als Gladiator die Sklaven (in diesem Falle seine Angestellten) in die Arena führt. Die in der englischen Originalfassung aus Gladiator nahezu unverändert entnommene Passage „what we do in life, echoes through eternity“ wurde für Cashback neu übersetzt. Während man für die deutsche Fassung von Gladiator mit „in der Ewigkeit wird man sich eurer Taten erinnern“ eine freie Übersetzung wählte, wurde daraus in Cashback „[...] wird in der Ewigkeit nachhallen“. Da Jenkins Gladiator direkt erwähnt, kann dies beim deutschen Publikum zu Irritationen führen, da diese Übersetzung stark von der Übersetzung von Gladiator abweicht.

## Veröffentlichung
Der Film erschien Ende 2006 bei Gaumont. Die Nordamerika-Premiere war am 10. September 2006 beim Toronto International Film Festival. Die DVD erschien in Deutschland am 10. März 2008.

## Rezeption

### Kritik
Der Film wurde überwiegend gut aufgenommen, so schrieb etwa Roger Ebert von der Chicago Sun-Times: „Der Film ist ein Leichtgewicht, wie er es sein sollte. Er wirkt an keiner Stelle überladen.“
Sheri Linden vom Hollywood Reporter lobte den Film für sein „Gespür für sowohl das Cinematische als auch das Verbale“, welches den Film „zu einer ordentlichen Komödie über das Erwachsenwerden mit wenig Inhaltsstoff“ erhebe.
Während Justin Chang vom Branchenblatt Variety den Film mit den Attributen „gekonnt charmant, vornehm erotisch und mit höchster Ausgefeiltheit in der Regie“ ebenfalls positiv bewertet, gibt es auch kritische Stimmen.
So meint etwa der Filmdienst, das Werk sein eine „romantische Komödie mit eher fragwürdigen Fantasy-Elementen; serielle Unterhaltung mit durchaus gediegener Fotografie“.

### Auszeichnungen
- Preis der Jury beim Bermuda International Film Festival
- C.I.C.A.E. Award des Festival Internacional de Cine de Donostia-San Sebastián